# برونو زانین
برونو زانین (ایتالیایی: Bruno Zanin؛ زادهٔ ۹ آوریل ۱۹۵۱) یک هنرپیشه، و نویسنده اهل ایتالیا است. وی از سال ۱۹۷۳ میلادی تاکنون مشغول فعالیت بوده‌است.
از فیلم‌هایی که وی در آن نقش داشته است، می‌توان به آمارکود و پلیس قاتل اشاره کرد.